# Matt Damon
Matthew Paige (Matt) Damon (Cambridge (Massachusetts), 8 oktober 1970) is een Amerikaans acteur. In 1988 speelde hij in de film Mystic Pizza, nadat hij zich had ingeschreven bij een auditiebureau. Ondertussen studeerde Damon Engelse literatuur aan Harvard. In de jaren erna speelde hij kleinere rollen, zoals met Ben Affleck in School Ties. Na die rol wist hij zeker dat hij acteur wilde worden en verhuisde naar Los Angeles.
In 1996 speelde Damon in de film Courage Under Fire, waarvoor hij flink moest afvallen.
Daarna was hij te zien in onder meer Good Will Hunting (1997), een film die hij samen met Affleck zelf schreef. Hiermee wonnen ze de Oscar in de categorie "Beste Scenario". In de jaren erna bleef Damon actief en speelde hij in verschillende commerciële successen, zoals "Saving Private Ryan", The Talented Mr. Ripley, Ocean's Eleven, Ocean's Twelve en Ocean's Thirteen. 

In 2002 nam Damon een rol aan als actieheld in de boekverfilming The Bourne Identity, waarvoor hij een drie maanden-durende training onderging in onder meer eskrima en boksen. De film sloeg zodanig goed aan dat ook de vervolgboeken werden verfilmd en Damon ook in The Bourne Supremacy en The Bourne Ultimatum de hoofdrol mocht spelen. In 2006 speelde hij aan de zijde van Jack Nicholson en Leonardo DiCaprio in The Departed van Martin Scorsese. De film won vier Oscars en viel in de smaak bij zowel filmcritici als het grote publiek.
In 2014 werd Damon genomineerd voor een Emmy Award (outstanding actor) voor zijn rol van Scott Thorson in Behind the Candelabra. De prijs ging naar zijn medehoofdrolspeler Michael Douglas, die Liberace vertolkte.
Op 9 december 2005 trad Damon in het huwelijk met zijn Argentijnse vriendin Luciana Barroso. Samen hebben ze drie dochters, geboren in 2006, 2008 en 2010. Uit een eerdere relatie had Barroso ook al een dochter. Eerder had Damon een relatie met onder anderen Winona Ryder (1997-2000) en Minnie Driver.

## Trivia
- Op 25 juli 2007 kreeg Damon een ster op de Hollywood Walk of Fame.[1]
- Op 14 november 2007 werd bekend dat Damon was gekozen tot "Meest Sexy Man ter Wereld 2007" door het Amerikaanse blad People.
- Schoor zijn hoofd kaal voor de film The Brothers Grimm zodat de pruik beter zou passen. In de film EuroTrip was zijn kale hoofd te zien.
- Voor de film The Informant! kwam hij ongeveer 15 kilo aan.
- Hij was op het witte doek al vaak te zien in een cameo. Zo had hij onder meer een kleine rol in Youth Without Youth van Francis Ford Coppola en in Che: Part Two van Steven Soderbergh.

## Gewonnen filmprijzen
Academy Award
- Good Will Hunting (1997)

Golden Globe Award
- Good Will Hunting (1998)
- The Martian (2016)

American Cinematheque Award
- Uitgereikt vanwege bijdragen aan de filmkunsten (2010)

Internationaal filmfestival van Berlijn
- Good Will Hunting (1998)
- The Good Shepherd (2007)